# Linda Morais
Linda Morais (Tecumseh, 31 luglio 1993) è una lottatrice canadese, specializzata nella lotta libera.

## Palmarès

### Per il Canada
- Mondiali

Budapest 2016: bronzo nei 60 kg.
Nur-Sultan 2019: oro nei 59 kg.
- Campionati del Commonwealth

Singapore 2016: oro nei 60 kg.

### Per il Québec
- Giochi della Francofonia

Nizza 2013: argento nei 63 kg.
Abidjan 2017: argento nei 63 kg.